# Илия Габровски
Илия Иванов Габровски е български учител и краевед.

## Биография
Роден е на 14 август 1904 г. в Габрово, като шесто дете в семейството на опълченеца Иван Николов Габровски от село Водици и габровката Стефана Салепова. Първоначалното си образование получава в Падалското училище, а през 1924 г. завършва Априловската гимназия. Веднага след това е назначен за волнонаемен учител в с. Караагач, Пловдивско. През 1926 г. е приет в Шуменския педагогически институт, който завършва през 1928 г. Дипломира се като учител по математика, физика, химия, естествена история, педагогика, немски език, хигиена с популярна медицина, ръчна работа и рисуване. Назначен е за учител в село Бериево, Севлиевско, където преподава в периода 1928 – 1930 г., а след това осем години преподава в село Градница, Севлиевско. От 1938 година до пенсионирането си през 1953 г. е учител в Първа прогимназия „Радион Умников“ в Габрово.
Той свири на флейта, рисува, играе в пиеси, пише стихове, разкази и статии. Успоредно с учителската работа започва изследователска дейност за видни личности и събития от Габрово и региона.
От 1927 г. започва да сътрудничи на вестник „Земеделски възпитаник“, публикациите си подписва с инициалите И. Г., псевдонимите Житен клас, Пл. у-л (Млад учител), Теменужка Габровска, Млад турист. От 1942 г. започва да публикува разказите си със собственото си име.
Автор е на над 500 статии в местни, национални и чужди издания, събира и преразказва над 70 легенди за местности в Габровско, издирва данни за над 200 родословия от Габрово, съхранява десетки истории за градските зевзеци.
Ръководител е на Изселническото детско общежитие „Здравец“ – село Здравковец, член е на Дружеството за българо-съветска дружба, Спортен клюб „Узана“, Туристическо дружество „Узана“, Български червен кръст.
След пенсионирането си взема дейно участие в обществения живот на Габрово – дава мнения и предложения за именуване на предприятия, училища, окръжна болница, улици, площади и др. През 1975 г. той е един от най-ревностните поддръжници за построяването на паметника на Чардафон в града.
Удостоен е с орден „Кирил и Методий“ I степен през 1964 г. по повод 60-годишния му юбилей.
За своя принос като краевед и изследовател на историята на града е обявен посмъртно за Почетен гражданин на Габрово през 2002 г.
През 1935 г. сключва брак с Величка (Вела) Мянкова от Сливен. Първородният му син Иван се ражда през 1935 г., а през 1942 г. се ражда и Никола.
Умира на 8 ноември 1982 г. в Габрово.
Личният му архив се съхранява във фонд № 1325 в Държавен архив – Габрово. Той се състои от 1749 архивни единици от периода 1873 – 2004 г.
Неговите наследници издават книгите „Легенди за Габровския край“ (2002) и „Бележити хора и събития от Габровския край“ (2003) - преиздадена (2020).